# Rhepoxynius obtusidens
Rhepoxynius obtusidens är en kräftdjursart. Rhepoxynius obtusidens ingår i släktet Rhepoxynius och familjen Phoxocephalidae. Inga underarter finns listade i Catalogue of Life.